# Антипова, Екатерина Семёновна
Екатери́на Семёновна Анти́пова (в девичестве — Драгуно́ва, 25 декабря 1921 года, Конда Великогубской волости Петрозаводского уезда — 29 сентября 1987 года, Петрозаводск, Карельская АССР, РСФСР, СССР) — Герой Социалистического Труда (1966), мастер Петрозаводской слюдяной фабрики, заслуженный работник народного хозяйства Карельской АССР (1977)

## Биография
Родилась 25 декабря 1921 года в деревне Конда Великогубской волости Петрозаводского уезда. С 1938 работала щипальщицей слюды.
В годы Великой Отечественной войны трудилась на оборонных работах в Карелии и Вологодской области, в 1943 году ― в Чупинском слюдяном рудоуправлении. В 1946 вернулась обратно в Петрозаводск. С 1950 года работала мастером участка Петрозаводской слюдяной фабрики.
В 1967 году была избрана депутатом Верховного Совета Карельской АССР VII-го созыва.